# Eparquía de Suhag
La eparquía de Suhag (en latín: Eparchia Sohagensis y en árabe: مطرانية سوهاج‎) es una circunscripción eclesiástica de la Iglesia católica en Egipto. Se trata de una eparquía copta, sufragánea del patriarcado de Alejandría de los coptos católicos. Desde el 3 de noviembre de 2020 su eparca es Thomas Halim Habib.

## Territorio y organización
La eparquía extiende su jurisdicción sobre los fieles católicos de rito alejandrino copto residentes en la gobernación de Suhag, con los límites que tenía antes de los cambios territoriales de las gobernaciones en 2014.
La sede de la eparquía se encuentra en la ciudad de Suhag, pero en Tahta es donde se halla la Catedral de Cristo Rey.
En 2022 en la eparquía existían 21 parroquias:
- Sede episcopal, en Suhag
- Nuestra Señora de la Asunción, en Guerga
- Santísima Virgen María, en El Gazazra
- San Atanasio, en Guéhéna
- San Marcos, en El Galawea
- Santísima Virgen María, en El Khazandariya
- San Jorge, en Sahel-Tahta
- San Jorge, en Suhag
- San Jorge, en El Chourania
- Santísima Virgen María, en El Cheikh Zein Eddine
- Catedral Cristo Rey, en Tahta
- Seminario, en Tahta
- San José, en Arab Bekhouag
- Santísima Virgen María, en Kotna
- San José, en El Kitkata
- Santísima Virgen María, en Kom Gharib

## Historia
La eparquía fue erigida el 13 de septiembre de 1981 por decreto del Santo Sínodo, por desmembración de la eparquía de Luxor.

Primero: Dividir la diócesis de Tebas en dos diócesis:
A. La diócesis de Luxor, que incluye las actuales gobernaciones de Asuán y Quena, se extiende desde la frontera sur de Egipto con Sudán en el sur hasta la ciudad de Abū Ṭisht en el norte. La sede de la diócesis será la ciudad de Luxor, y su obispo seguirá siendo anba Andreas Ghattas.
B. Diócesis de Suhag, que incluye la gobernación de Suhag, extendiéndose desde la ciudad de Abu Shusha en el sur hasta Ṭimā en el norte.

## Estadísticas
Según el Anuario Pontificio 2023 la eparquía tenía a fines de 2022 un total de 16 140 fieles bautizados.
| Año                                                                             | Población            | Población | Población      | Sacerdotes | Sacerdotes    | Sacerdotes    | Bautizados por sacerdote | Diáconos permanentes | Religiosos | Religiosos | Parroquias |
| Año                                                                             | Bautizados católicos | Total     | % de católicos | Total      | Clero secular | Clero regular | Bautizados por sacerdote | Diáconos permanentes | Varones    | Mujeres    | Parroquias |
| ------------------------------------------------------------------------------- | -------------------- | --------- | -------------- | ---------- | ------------- | ------------- | ------------------------ | -------------------- | ---------- | ---------- | ---------- |
| 1990                                                                            | 12 000               | ?         | ?              | 17         | 17            |               | 705                      |                      |            | 28         | 23         |
| 1999                                                                            | 12 000               | ?         | ?              | 24         | 24            |               | 500                      |                      |            |            | 23         |
| 2000                                                                            | 12 225               | ?         | ?              | 19         | 19            |               | 643                      |                      |            |            | 20         |
| 2001                                                                            | 12 000               | ?         | ?              | 24         | 24            |               | 500                      | 1                    |            | 24         | 22         |
| 2002                                                                            | 12 260               | ?         | ?              | 21         | 21            |               | 583                      | 1                    |            | 28         | 22         |
| 2003                                                                            | 12 283               | ?         | ?              | 22         | 22            |               | 558                      | 1                    |            | 28         | 22         |
| 2004                                                                            | 12 560               | ?         | ?              | 18         | 18            |               | 697                      |                      |            | 24         | 20         |
| 2009                                                                            | 12 510               | ?         | ?              | 24         | 24            |               | 521                      |                      |            | 26         | 20         |
| 2014                                                                            | 13 553               | ?         | ?              | 23         | 23            |               | 589                      |                      |            | 32         | 22         |
| 2017                                                                            | 12 705               | ?         | ?              | 27         | 27            |               | 470                      |                      |            | 48         | 24         |
| 2020                                                                            | 14 480               | ?         | ?              | 27         | 23            | 4             | 536                      |                      | 4          | 33         | 23         |
| 2022                                                                            | 16 140               | ?         | ?              | 24         | 20            | 4             | 672                      | 1                    | 10         | 33         | 21         |
| Fuente: Catholic-Hierarchy, que a su vez toma los datos del Anuario Pontificio. |                      |           |                |            |               |               |                          |                      |            |            |            |

## Episcopologio
- Morkos Hakim, O.F.M. † (26 de mayo de 1982-9 de agosto de 2003 renunció)
- Youssef Aboul-Kheir (9 de agosto de 2003-14 de junio de 2019 retirado)
- Basilios Fawzy Al-Dabe (14 de junio de 2019-3 de noviembre de 2020 nombrado eparca de Menia)
- Thomas Halim Habib, desde el 3 de noviembre de 2020